# Ololygon centralis
Espèce
Synonymes
- Scinax centralis Pombal & Bastos, 1996

Statut de conservation UICN

 LC  : Préoccupation mineure
Ololygon centralis est une espèce d'amphibiens de la famille des Hylidae.

## Répartition
Cette espèce est endémique du Brésil. Elle se rencontre :
- dans l'État de Goiás dans les municipalités de Silvânia, d'Orizona de Campo Alegre de Goiás et d'Ipameri ;
- dans le District fédéral.

## Description
Les mâles mesurent de 17,8 à 21,2 mm.

## Publication originale
- Pombal & Bastos, 1996 : Uma nova espécie do gênero Scinax Wagler, 1830, do Brasil central (Amphibia, Anura, Hylidae). Boletim do Museu Nacional, Nova Série, Zoologia, no 371, p. 1-11 (texte intégral).